# 클라우드 아틀라스 (영화)
《클라우드 아틀라스》(영어: Cloud Atlas)는 2012년에 공개된 독일과 미국의 SF 영화이다. 워쇼스키 자매와 톰 티크베어가 각본과 감독을 맡았다. 데이비드 미첼의 동명 소설을 개작하였으며 영화는 다른 6개의 시대에서 일어나는 각각의 일들을 다룬다. 원작가 미첼은 이를 두고 "일종의 점묘 모자이크 기법과도 같다"고 표현했다. 영화의 시놉시스는 한 영혼이 살인자에서 영웅으로 변해가는 것처럼 개인의 행동이 과거, 현재, 미래에서 어떻게 서로 영향을 미치는 지에 대한 탐구하고 친절한 행동에서 비롯된 파문이 세기를 걸쳐 혁명을 일으킨다는 것을 보여준다.

## 줄거리
이 이야기는 수백 년에 걸쳐 시대가 바뀌면서 각 스토리라인이 결국 해결되는 방식으로 진행된다. 이전 스토리라인의 등장인물이 쓴 글은 미래 스토리라인에서 발견된다. 등장인물들은 각 시대에 반복적으로 나타나지만 서로의 관계가 변화하며, 이는 시대에 걸쳐 영혼들 사이에 환생이나 다른 연결이 있음을 암시한다.
1849년 채텀 제도에서 미국의 변호사 애덤 유잉은 운송선이 수리되기를 기다린다. 그는 채찍질당하는 노예 모리오리족 오투아를 목격한다. 오투아는 유잉의 동정심을 알아채고 유잉의 배에 몰래 숨어들어가 유잉에게 오투아를 자유인으로 승무원에 합류시키도록 설득한다. 오투아는 선의 헨리 구스가 기생충 치료를 명목으로 유잉에게 독을 먹이고 그의 금을 훔치려 하기 전에 유잉의 목숨을 구한다. 샌프란시스코에서 유잉과 그의 아내 틸다는 그녀의 아버지가 노예 제도에 연루된 것을 비난하고 노예 폐지 운동에 참여하기 위해 뉴욕으로 떠난다.
1936년, 영국 작곡가 로버트 프로비셔는 노년의 작곡가 비비안 에어스의 필경사로 일하며 자신만의 걸작인 "클라우드 아틀라스 육중주"를 작곡한다. 육중주가 거의 완성되자 에어스는 이에 대한 공로를 요구하고 프로비셔가 거부하면 그의 양성애를 폭로하겠다고 위협한다. 프로비셔는 에어스를 총으로 쏘아 상처를 입히고 숨는다. 프로비셔는 육중주를 완성하고 그의 연인 루퍼스 식스미스가 도착하기 전에 자신을 쏜다.
1973년 샌프란시스코에서 저널리스트 루이사 레이는 이제 핵물리학자가 된 식스미스를 만난다. 식스미스는 레이에게 비밀리에 석유 에너지 이익을 증진하는 로이드 훅스가 운영하는 원자로에서 재앙을 일으키려는 음모를 귀띔한다. 그는 증거로 보고서를 주기 전에 훅스의 청부업자 빌 스모크에게 살해된다. 과학자 아이작 작스는 그녀에게 식스미스의 보고서 사본을 건네지만, 스모크는 작스를 살해하고 레이의 차를 다리에서 떨어뜨려 보고서를 파괴한다. 발전소 보안 책임자 조 네이피어의 도움을 받아 레이는 또 다른 살인 시도를 피하고, 스모크는 살해된다. 식스미스의 조카로부터 보고서 사본을 또 하나 받은 레이는 음모를 폭로하고 훅스를 기소시킨다.
2012년 런던에서 갱스터 더모트 호긴스는 자신의 회고록에 대한 가혹한 비평 이후 비평가를 살해하여 엄청난 판매고를 올린다. 호긴스의 형제들은 호긴스의 수익을 위해 출판업자인 노년의 티머시 캐번디시를 위협한다. 티머시의 형 데넘은 그에게 오로라 하우스에 숨으라고 말한다. 오로라 하우스를 호텔로 믿은 티머시는 체크인하지만, 자신이 무심코 모든 외부 접촉이 금지된 요양원에 수감되었음을 발견한다. 데넘은 아내와의 불륜에 대한 복수로 티머시를 그곳으로 보냈다고 밝힌다. 티머시는 다른 세 명의 거주자와 함께 탈출하고, 옛 연인과 다시 관계를 맺고, 자신의 경험에 대한 시나리오를 쓴다.
2144년 한국에서 손미-451은 디스토피아적 네오 서울에서 패스트푸드 서버로 일하는 "패브리컨트"인 인간형 복제인간이다. 그녀는 캐번디시의 비자발적인 시설 수용에 대한 영화 클립을 얻은 다른 패브리컨트 유나-939에 의해 반란의 사상에 노출된다. 유나가 살해된 후, 손미는 반군 사령관 해-주 장에 의해 구출되며, 그는 손미에게 금지된 알렉산드르 솔제니친의 글과 캐번디시의 경험에 대한 완전한 영화 버전을 보여준다. 결국, 해-주는 패브리컨트가 실제로는 순종을 유지하기 위해 음식으로 재활용된다는 것을 보여준다. 손미는 당국이 공격하여 해-주를 죽이고 손미를 다시 붙잡기 전에 자신의 폭로를 공개적으로 방송한다. 기록 보관인에게 자신의 이야기를 들려준 후, 그녀는 처형된다.
2321년, 종말 후의 하와이주 부족민들은 손미를 숭배하는데, 그녀의 기록된 증언은 그들의 성경의 기초가 된다. 자크리 베일리의 마을은 전조자라고 불리는 진보된 외계 사회의 일원인 메로님에 의해 방문된다. 전조자들은 역병으로 죽어가고 있다. 메로님은 외계 인간에게 조난 신호를 보내기 위해 마우나 솔에 있는 잊혀진 통신 기지를 찾고 있다. 자크리의 조카인 캣킨을 치료해주는 대가로 메로님은 손미가 녹음을 한 기지로 자크리의 안내를 받는다. 집으로 돌아온 자크리는 자신의 부족이 식인 행위를 하는 코나 부족에게 학살당한 것을 발견한다. 그는 잠자고 있는 코나 족장을 죽이고 캣킨을 구출하며, 그와 메로님은 다른 코나 부족민들을 물리친다. 자크리와 캣킨은 메로님과 전조자들과 함께 그들의 배가 빅 아일랜드를 떠날 때 합류한다. 먼 행성에서 자크리는 메로님과 결혼하여 손자들에게 이야기를 들려준다.

## 출연

### 주연
- 톰 행크스
- 휴 그랜트
- 할리 베리
- 배두나
- 짐 브로드벤트
- 짐 스터게스
- 벤 위쇼

### 조연
- 휴고 위빙
- 수잔 서랜든
- 저우쉰
- 키스 데이빗
- 데이빗 기아시
- 제임스 다시
- 로버트 파이프
- 마틴 부트케
- 아만다 워커
- 랠프 리아치
- 앤드류 하빌
- 괴츠 오토
- 나이올 그레이그 펄턴
- 루이스 뎀시
- 앨리스테어 페트리
- 실베스트라 르 토젤
- 카티 카렌바우어
- 덜시 스마트
- 숀 로튼
- 하이크 하놀드-린치
- 게리 맥코맥
- 데이빗 밋첼
- 존 도나휴
- 알렉산더 야신

## 기타
- 원작자: 데이빗 밋첼
- 프로듀서: 마커스 로게스
- 공동제작: 로버토 맬러바
- 조감독: 세바스찬 파-브리스
- 조감독: 테리 니드험
- 작곡: 톰 티크베어
- 미술: 울리 하니쉬
- 미술: 오웬 패터슨
- 분장: 다니엘 파커
- 분장: 제레미 우드헤드
- 의상: 피에르-이베스 게이로드
- 의상: 킴 바렛

## 등장인물
〈클라우드 아틀라스〉의 작품 주제는 환생과 윤회이며, 각 영혼이 시간이 지나면서 어떻게 성장하는지 보여주기 위해 한 배우가 하나의 영혼씩, 시대별로 다른 등장인물들을 연기한다. 따라서 각 배우들은 한 시대에서는 주인공이었지만, 다른 시대에서는 악역이나 조연이 될 수 있다. 각 시대별로 다음과 같은 인물이 연기를 하였다. 일부 등장인물들은 해당 역할을 맡은 배우와 완전히 다르게 분장을 하여 다른 성별이나, 다른 인종으로 연기를 하기도 했다.
클라우드 아틀라스는 관점에 따라 영화의 해석을 완전히 다르게 할 수 있다. 예를 들어 일부 배우들은 일부 시대에서 등장하지 않는데, 불교와 힌두교의 관점으로 해석하면, 짐 브로드벤트가 연기한 영혼은 1936년 캠브릿지에서 매우 오만한 인물인 '비비안' 역할을 맡은 이후, 1974년 샌프란시스코에 등장하지 않지만 동물 등으로 환생했다고 해석할 수 있다. 영화 내에서 등장하는 멕시코 여인이 기르는 개는 멕시코 여인을 지키기 위해 빌 스모크(휴고 위빙)에게 짖다가 총을 맞아 죽게 된다. 이것이 멕시코 여인의 빌 스모크에 대한 복수의 계기가 되어 루이사를 살릴 수 있게 되었다. 이 개는 전생에 비비안이었으며, 악업을 쌓아 다음 생에서 개로 태어났지만 그 희생으로 최종적으로 루이사를 살릴 수 있도록 하는 선업을 쌓아 다시 사람으로 태어나게 된 것이라고 볼 수 있다. (티모시 캐번디시) 캐번디시는 평소에 자신이 업신여겼던 '미크스 씨'가 양로원을 탈출할 때 뒤처졌지만 구하겠다는 선택을 하고, 이로 인해 양로원 탈출에 성공하게 되면서 이 사건으로 캐번디시의 영혼은 이타심과 배려를 배운 것으로 해석할 수 있다. 반면 여기서 휴고 위빙이 연기한 영혼은 악행을 계속 저질러 최종적으로 생물 중에서 가장 아래에 있는 존재인 악마로 떨어진 상태며, 다시 인간이 되려면 수없이 환생해야 한다.
하지만 또 다른 관점에서 보면, 등장인물들은 모두 인간으로 태어난 것이 맞으며, 인과응보의 원리에 따라 이야기가 진행된다고도 볼 수 있다. 짐 브로드벤트가 연기한 영혼은 비비안이었던 시절에 자신의 조수인 로버트 프로비셔(벤 위쇼)를 감금하려 시도하였고, 2012년 런던에서 똑같이 더못 호긴스 일당에 의해 자신이 양로원에 감금당하기 때문이다.
아래 등장인물들은 클라우드 아틀라스의 엔딩 크레딧에 각 배우가 연기한 등장인물들이 시대별로 나타나는 장면을 기준으로 하여 작성하였다. 녹색 배경의 등장인물은 해당 시대의 주역이며, 다른 인물들에게는 없는 혜성 모양의 자국을 몸에 지니고 있다는 공통점도 가지고 있다. 아래 표에서 영혼의 성장 방향을 알 수 있다.

### 톰 행크스
| 톰 행크스            |                           | |
| 시대                 | 인물                      | 특징 |
| 1849년 태평양 제도   | 헨리 구스                 | '아담'을 독살시킨 뒤 재산을 훔치려고 함 |
| 1936년 캠브릿지      | 호텔 지배인               | |
| 1974년 샌프란시스코  | 아이작 삭스               | 루이사와 함께 원자력 발전소의 결함을 알리기 위해 자료를 가지고 있었으나, 비행기에 탑승 중 암살당함                                                   |
| 2012년 런던          | 더못 호긴스               | '티모시 캐번디시'의 소설을 혹평한 평론가를 옥상에서 밀어 살해함                                                                                      |
| 2144년 네오 서울     | 영화 속의 티모시 캐번디시 | 영화 속에서 "나는 범죄의 희생자가 되지 않겠다" 라는 발언을 하며 양로원을 나가는 인물로 등장한다. 이 대사는 손미-451과 유나-939에게 큰 영향을 끼친다. |
| 문명 멸망 이후 106년 | 재크리                    | '메로님'을 송신 기지로 안내하는 것을 도와, 자신의 부족을 방사능 오염으로부터 구하게 된 영웅이자 해당 시대의 주인공인 등장인물이다.                   |

### 할리 베리
| 할리 베리            |                    | |
| 시대                 | 인물               | 특징 |
| 1849년 태평양 제도   | 태평양 제도 원주민 | |
| 1936년 캠브릿지      |                    | |
| 1974년 샌프란시스코  | 루이사 레이        | 해당 시대의 주인공인 등장인물이며, 기자를 직업으로 하는 사람. 원자력 발전소 사고 징조를 은폐하려는 회사를 심층 취재하려 한다. 죽을 고비를 여럿 넘기지만, 여러 사람들을 돕고 도움을 받으면서 원자력 발전소 사고를 막아내는 데 성공한다. |
| 2012년 런던          |                    | |
| 2144년 네오 서울     |                    | |
| 문명 멸망 이후 106년 | 메로님             | '프레시언트' 소속으로 '재크리'와 함께 구조를 요청하는 데 성공한다. |

### 짐 브로드벤트
| 짐 브로드벤트        |                 | |
| 시대                 | 인물            | 특징 |
| 1849년 태평양 제도   | 몰리뉴 선장     | 오투아를 죽이려 했으나 그의 항해술 실력을 보고 살려준다. |
| 1936년 캠브릿지      | 비비안          | 오만한 작곡가. 자신의 꿈에서 들은 음악을 로버트 프로비셔에게 맡겨 작곡을 요청하고, 그 곡인 "클라우드 아틀라스 6중주"를 로버트 프로비셔가 양성애자라는 것을 이용해 협박하여 자신의 소유로 빼앗으려 한다.                                          |
| 1974년 샌프란시스코  | 등장하지 않음   | |
| 2012년 런던          | 티모시 캐번디시 | 해당 시대의 주인공인 등장인물이며, 더못 호긴스의 평론가 살해 사건 이후 잘못되어 양로원에 갇혀 괴롭힘 받고 있다가 탈출하고, 그 이야기를 책으로 써낸다. 이 책은 2144년, 네오 서울에서 영화로 만들어져 손미-451과 유나-939에게 큰 영향을 주게 된다. |
| 2144년 네오 서울     | 음악가          | 네오 서울의 거리에서 "클라우드 아틀라스 6중주"를 연주하고 있는 조연 |
| 문명 멸망 이후 106년 | 프레시언트      | |

### 휴고 위빙
| 휴고 위빙            |             | |
| 시대                 | 인물        | 특징 |
| 1849년 태평양 제도   | 하스켈 무어 | 아담의 장인이자 노예 해방 운동을 저지하려 하는 인물                                                                            |
| 1936년 캠브릿지      |             | |
| 1974년 샌프란시스코  | 빌 스모크   | 원자력 발전소 결함이 세상에 알려지는 것을 막기 위해, 정보를 가지고 있는 '식스미스'를 암살하고 루이사까지 죽이려 하는 악역이다. |
| 2012년 런던          | 노크스      | 티모시 캐번디시의 양로원 탈출을 저지하려는 악역이다.                                                                           |
| 2144년 네오 서울     | 메피        | 손미-451을 처형하도록 지시하는 사람이다.                                                                                       |
| 문명 멸망 이후 106년 | 악마        | '재크리'의 생각을 좀먹는 존재로, '메로님'을 의심하도록 하여 구조 요청 작전을 방해하려 한다.                                    |

### 짐 스터게스
| 짐 스터게스          |                      | |
| 시대                 | 인물                 | 특징 |
| 1849년 태평양 제도   | 아담 유잉            | 해당 시대의 주인공인 등장인물이며, 폴리네시아 기생충에 감염었다며 의사 헨리 구스에게 약을 처방받지만 그것은 서서히 죽이는 독이었으며, 오투아가 이것을 막고 아담은 오투아에게 도움받아 목숨을 건진다. 이를 계기로 노예 해방운동에 참여하기로 한다. 아담이 작성한 이야기는 로버트 프로비셔의 '클라우드 아틀라스 6중주'를 작곡하는데 영감을 주게 된다. |
| 1936년 캠브릿지      |                      | |
| 1974년 샌프란시스코  | 메이건의 아버지      | 직접적인 등장은 없지만 루이사와 식스미스가 엘리베이터 안에 갇혔을 때, 사진에 등장한다. |
| 2012년 런던          | 스코틀랜드 술집 손님 | 자신을 도와달라고 하는 '미크스 씨'의 간청을 듣고 노크스를 가장 먼저 공격 한 인물. |
| 2144년 네오 서울     | 장혜주               | 혁명단체 '유니언'에 가입한 인물. 손미-451과 함께 자유를 이야기하는 사상을 퍼뜨리는 데 일생을 바친다. |
| 문명 멸망 이후 106년 | 아담                 | 코나 족에게 죽임을 당하지만 그 희생으로 자크리의 성장을 도움 |

### 배두나
| 배두나               |                                                  | |
| 시대                 | 인물                                             | 특징 |
| 1849년 태평양 제도   | 틸다 유잉                                        | 아담의 딸이자, 아담과 함께 노예 해방 운동에 참여한다. |
| 1936년 캠브릿지      | 등장하지 않음                                    | |
| 1974년 샌프란시스코  | 메이건의 어머니 / 멕시코 여인                    | 메이건의 어머니로서는 메이건의 아버지처럼 사진으로서만 등장한다. 멕시코 여인으로서는 개를 한 마리 키우고 있는 자영업자로 등장한다. 빌 스모크가 자신의 개를 총으로 쏴 죽인 후 분노하여 빌 스모크를 파이프로 구타하여 루이사를 살려낸다. 결정적으로 루이사를 구해내는 데 성공한다. |
| 2012년 런던          | 등장하지 않음                                    | |
| 2144년 네오 서울     | '손미' 이름을 쓰는 복제인간 (손미-451, 손미-351) | 한 레스토랑에서 일을 하던 복제인간으로서, 손님들에게 성추행을 당하는 등 온갖 모진 일을 당하던 삶을 살았지만 순혈인간인 정혜주를 만난 이후 자유를 위해 싸우기로 했다. 이 때 손미-451이 했던 연설은 문명 멸망 이후 거대한 영향력을 끼친다.                                         |
| 문명 멸망 이후 106년 | 등장하지 않음                                    | 등장하지 않지만, 이 시대에서 신으로 섬겨지고 있다. |

### 벤 위쇼
| 벤 위쇼              |                 | |
| 시대                 | 인물            | 특징 |
| 1849년 태평양 제도   | 선원            | |
| 1936년 캠브릿지      | 로버트 프로비셔 | 젊은 작곡가이자 비비안의 조수로, 해당 시대의 주인공이다. 양성애자이며 '클라우드 아틀라스 6중주'를 작곡했다. 이 음악은 영화의 제목이기도 하며, 로버트와 비비안이 "다른 세상, 다른 시대에서 끊임없이 만나는 것"을 상상하면서 작곡한 작품이다. 영화 내에서 이 음악은 다른 시대, 다른 세상에서 자주 연주된다. |
| 1974년 샌프란시스코  | 음반 가게 사장  | 미국에 몇 장 없는, 전생에 자신이 작곡한 '클라우드 아틀라스 6중주'를 아름다운 음악이라고 하면서 반복하여 듣고 있다. |
| 2012년 런던          | 조제트          | 덴홈 캐번디쉬의 부인 |
| 2144년 네오 서울     | 등장하지 않음   | |
| 문명 멸망 이후 106년 |                 | |